# Whatcha gonna do?
Whatcha gonna do? Is een lied geschreven door David Jenkins en Cory Lerios.
Zij, beiden bandlid van Pablo Cruise, schreven een lied vanuit een man die zich slecht gedraagt ten opzichte van zijn vriendin en zich afvraagt wat hij moet doen als ze hem verlaat. Het nummer is een kruising tussen softrock en disco. Het nummer is het tweede nummer van de elpee A place in the sun. Het heeft gitaarsoli in het midden en eind (outro) gespeeld door Jenkins.
A&M Records bracht het in maart 1977 als single uit met op de B-kant Atlanta June van hetzelfde album. Het nummer werd daartoe ingekort van 4:21 naar 3:29, maar er werd ook een langere versie uitgegeven (4:59).
De single stond maar liefst 26 weken in de Billboard Hot 100 met als hoogste notering de zesde plaats. In Canada haalde het zelfs de eerste plaats van de RPM-hitparade. In Europa kreeg de single en ook de groep geen poot aan de grond. In Nederland dreigde het een hitje te worden, maar bleef steken in de tipparades van beide hitparades.